# Lazy Afternoon (Regina Belle)
Lazy Afternoon è il settimo album in studio della cantante statunitense Regina Belle, pubblicato nel 2004.

## Tracce
1. Lazy Afternoon
2. Fly Me to the Moon
3. What Are You Afraid Of
4. If I Ruled the World
5. Corcovado
6. There's a Love
7. Why Do People Fall in Love
8. For the Love of You
9. If I Should Love You
10. Moanin'
11. The Man I Love
12. Try a Little Tenderness